# Земсков, Владимир Сергеевич
Владимир Сергеевич Земсков (9 сентября 1939, Горький — 21 февраля 2002, Киев) — украинский и советский учёный, хирург, онколог, доктор медицинских наук (1981), профессор (1983), заслуженный деятель науки УССР (1988), лауреат Государственной премии СССР (1985). Заслуженный хирург Украины.

## Биография
После окончания в 1962 году Ворошиловградского медицинского института (ныне Луганский государственный медицинский университет), врачебную практику молодой специалист начинал хирургом в больнице г. Паркоммуна, затем в Комунарском (Алчевском) онкологическом диспансере.
С 1969 года — аспирант Киевского научно-исследовательского рентгено-радиологического онкологического института (ныне Институт экспериментальной патологии, онкологии и радиобиологии им. Р. Е. Кавецкого НАН Украины).
После защиты в 1972 году кандидатской диссертации на тему «Комплексная диагностика злокачественной меланомы кожи», перешëл на работу младшим научным сотрудником в Киевский научно-исследовательский институт клинической и экспериментальной хирургии (ныне Государственное учреждение "Национальный институт хирургии и транспланталогии им. А. А. Шалимова Академии медицинских наук Украины). Ученик А. А. Шалимова. Работал в экспериментальном хирургическом отделе, где проводил уникальные разработки (в частности, по пересадке органов). Тогда же с санитарной авиацией объездил весь СССР, от Львова до Ташкента.
В 1978 года — старший научный сотрудник, руководитель отделения.
В 1980 года защитил докторскую диссертацию на тему «Хирургическое лечение острого панкреатита и его осложнений».
В 1980—1982 года — заведующий кафедрой хирургии педиатрического факультета. В 1982 году — руководитель киевского городского центра хирургии печени, жёлчных протоков и поджелудочной железы.
Похоронен на Байковом кладбище в Киеве.

## Научная деятельность
Выдающийся врач и учëный В. Земсков, работы которые легли в основу тактики лечения многих заболеваний и были приняты как постулаты в странах бывшего СССР и Европы. В. С. Земсков занимался проблемами профилактики и предложил новые методы диагностики и лечения при заболеваниях желчевыводящих путей, поджелудочной железы и смежных органов, в том числе онкологических.
Разрабатывал, внедрял в практику новейшие методы и создал ряд новых аппаратов для криохирургии, сорбционной детоксикации, низкоинтенсивных электромагнитных излучений, лазерной терапии, гипотермии, терморадиометрии, гемосорбции и другие.
Автор многих запатентованных методик и открытий в медицине. Автор и соавтор более чем 500 научных трудов, в том числе 5 монографий, 45 изобретений.
Основатель Центра и клиники академика Земскова.

## Педагогическая деятельность
Работая более 20 лет заведующим кафедрой общей хирургии Национального медицинского университета им. А. А. Богомольца, воспитал ряд видных специалистов. Создал школу хирургов. Под его руководством защищено 17 докторских и 43 кандидатских диссертаций.

## Награды и звания
- Государственная премия СССР в области науки и техники (1985);
- Заслуженный деятель науки УССР (1988);
- Заслуженный хирург Украины;
- лауреат Международного открытого рейтинга «Золотая фортуна — 2000» (2000);

- академик Академии Универсале Гульельмо Маркони (Рим, Италия, 1995);
- член Международное хирургическое общество (ІSS) (1997), медицинских обществ Австрии, Бельгии, Испании, России;
- академик Всемирной академии наук Рима;
- кавалер «Ордена Достоинства» (награда Европарламента);
- кавалер «Ордена Бельгийско—Австрийской короны»;
- медаль Альберта Швейцера (Австрийского медицинского общества);
- член Общества милосердия Евросоюза, Международной ассоциации патологии печени, желчных протоков и поджелудочной железы; * вице—президент Всеукраинской ассоциации пластических, реконструктивных и эстетических хирургов;
- президент Международного медицинского холдинга «Клиника Земскова»;
- член Общества Альберта Швейцера (Австрия) и многих других международных благотворительных некоммерческих организаций.

## Память
- В Киеве в 2009 году установлена мемориальная доска выдающемуся украинскому хирургу В. С. Земскову.